# Сціоподи

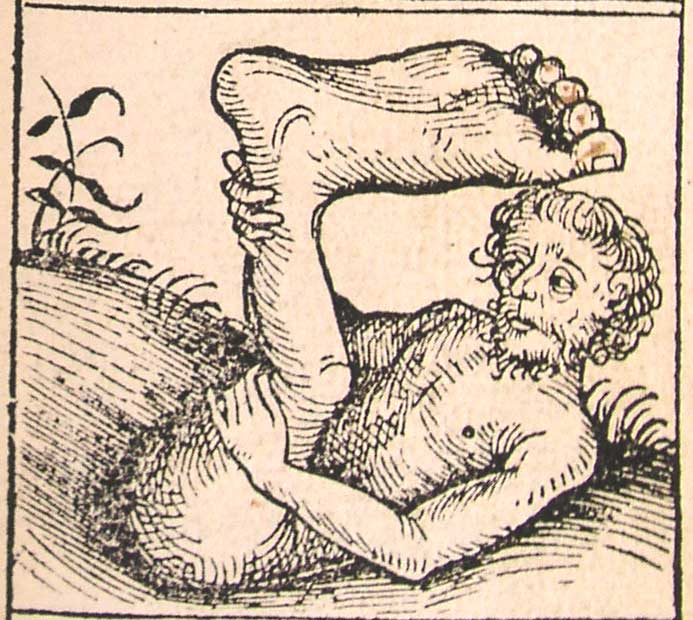
Сціопод. З Нюрнберзької хроніки, 1493 р.

Сціоподи (також моноподи, монокулі, одноноги) — людиноподібні міфологічні істоти, що мають тільки одну ногу з гігантською ступнею. Назва «сціоподи» походить від грецького слова σκιάποδες — «ноги-тіні».

## Давня Греція та Рим
Сціоподи з'являються в Арістофановій п'єсі «Птахи» (вперше поставлена у 414 р. до н.е). Вони також описані Плінієм Старшим у його «Природничій історії», де він поміщає розповіді подорожувальників, які зустрічали чи бачили сціоподів в Індії. Пліній зазначає, що істоти вперше згадуються Ктесієм у книзі «Індіка». Пліній описує сціоподів так:
|  | Він (Ктесій) говорить про інший вид людей, що відомі під назвою монокулі, які мають лиш одну ногу, але можуть стрибати з надзвичайною спритністю. Цих людей також називають сціоподами, адже під час невиносимої спеки, вони мають звичку лежати на спині і таким чином захищати себе від сонця за допомогою тіні від своєї ступні. |

Філострат Афінський згадує сціоподів у своїй праці «Життя Аполлонія Тіанського», що її цитував Євсевій Кесарійський у трактаті «Проти Гіерокла». Філострат Афінський вважає, що сціоподи живуть в Індії та Єфіопії. Він також запитує індійського мудреця про існування цих створінь.
Святий Августин згадує «сціоподів» у своїй праці «Про Град Божий», книга 16, розділ 8, що називається «Від племені чи-то Адама, чи синів Ноя походили деякі дивні породи людей».

## Середньовіччя
Згадувалися легендарні істоти і в часи Середньовіччя. Наприклад, Ісидор Севільський пише:
|  | Кажуть, що сціоподи живуть в Ефіопії; вони мають одну ногу і дуже швидкі. Греки називають їх «сціоподами» (ноги-тіні), адже, коли у жарку погоду, вони лягають на спину, їхня величезна за розмірами ступня робить їм тінь. |

Герефордська карта (1300 р.) зображує сціоподів на одній із сторін світу. Вони також зображені на карті Беата Льєбанського (730—800).

## Походження
Згідно з Карлом Раком, перша згадка про існування сціоподів стосується ведичного божества Ая Екапад («ненароджений одноногий»), епітет до Соми. Оскільки Сома — ботанічне божество, одна ступня ніби-то символізує стебло ентегеничної рослини чи гриба.

## Сучасні згадки

### Хроніки Нарнії
Клайв Льюїс вводить сціоподів у свою книгу «Подорож Досвітнього мандрівника» (одна з частин циклу книг «Хроніки Нарнії»). У сюжеті, Даффероноги — плем'я одноногих гномів, що разом з чаклуном Коріакіном, який перетворив їх на одноногих як покарання, заселяють малий острів у Східному океані. Вони настільки засмутились через свою зовнішність, що зробили себе невидимими. Люсі пізніше знову зробила їх видимими. Вони були виявлені мандрівниками корабля «Досвітній мандрівник», які висадилися на острів для поповнення припасів та відпочинку.
Згідно з книгою «Земля Нарнії» Браяна Сіблі, Льюїс, скоріш за все, для опису зовнішності своїх гномів узяв зображення з Герефордської карти.

### Сага про Еріка Рудого
У «Сазі про Еріка Рудого», для пошуку Торхаля, Карлсефні, якого супроводжують Торвальд Еріксон і компанія, пливе навколо Кільового Мису, а тоді на південь, тримаючи землю з лівого борту. Після довгого плавання, вони помічають річку та входять в її гирло, де, на березі, в них стріляє однонога людина, чия стріла смертельно ранить Торвальда в живіт.

### Бавдоліно
Умберто Еко у своєму романі «Бавдоліно» описує сціопода на ймення Ґаваґай.